# Contea di Christian (Kentucky)
La contea di Christian (in inglese Christian County) è una contea dello Stato del Kentucky, negli Stati Uniti. La popolazione al censimento del 2000 era di 72 265 abitanti. Il capoluogo di contea è Hopkinsville.